# Kogel (Rosaliengebirge)
Der Kogel ist ein 537 m ü. A. hoher Berg im Rosaliengebirge im Burgenland. Er liegt westlich von Wiesen. Nur etwa 1,5 Kilometer westlich des Gipfels verläuft die Grenze zu Niederösterreich, an der entlang ein Wanderweg verläuft. Nachbarberge sind der Krieriegel (682 m) im Südwesten, der Bergkogel (621 m) im Nordwesten und der Bauernmaiß (630 m) im Westen.